# Dicranota dione
Dicranota dione är en tvåvingeart som beskrevs av Alexander 1957. Dicranota dione ingår i släktet Dicranota och familjen hårögonharkrankar. Inga underarter finns listade i Catalogue of Life.